# JAPANロッケフェスティバル
『JAPANロッケフェスティバル』（ジャパンロッケフェスティバル、英記：JPN LOC FES★）は、フジテレビ系列で、2010年10月18日から12月20日まで毎週月曜日23:00 - 23:30（JST）に放送されていたバラエティ番組である。

## 概要
毎回ゲストの女優（番組内では「お女優様」）が要求するシチュエーションに合わせた爆破あり粉まみれありの過激なゲームに若手芸人が挑戦する。出演者曰く『回り回って新しい』番組。番組名はフジロックフェスティバルのパロディだが、フジの名称は使用していない。
毎回終了後にお女優様が一番気に入った芸人に対しメガホンを模したトロフィーが与えられる。メガホンはMCが指示する際に使用するなど番組を象徴するアイテムとなっている。
「ロックフェス」ということで番組内のBGMにはサンボマスターといったロックフェス向けのミュージシャンの曲が使われていた。

## 放送内容
| 回数 | 放送日         | 企画内容 | VIPゲスト            | 視聴率 |
| ---- | -------------- | --- | -------------------- | ------ |
| 1    | 2010年10月18日 | 「サスペンスロッケフェスティバル」 逃走車追跡ステージ 双眼鏡張り込みステージ グルグル回転ステージ                                                                             | 片平なぎさ           | 6.5%   |
| 2    | 2010年10月25日 | 「ロックンロールロッケフェスティバル」 ロッカー早着替えステージ ツイスト火消しステージ                                                                                        | 板谷由夏             | 6.6%   |
| 3    | 2010年11月1日  | 「ドラマチックロッケフェスティバル」 メリーゴーラウンドキスステージ ろくでなしジゴロステージ 〜前半戦〜                                                                       | 釈由美子             | 8.4%   |
| 4    | 2010年11月8日  | 「ドラマチックロッケフェスティバル」 ポロリ大捜査線ステージ ろくでなしジゴロステージ 〜後半戦〜                                                                               | 釈由美子             | 8.6%   |
| 5    | 2010年11月15日 | 「ムービーロッケフェスティバル」 ムービースター早着替えステージ 暗闇を突き進め!プレデターステージ 〜前半戦〜                                                                  | 上原多香子           | 7.6%   |
| 6    | 2010年11月22日 | 「ムービーロッケフェスティバル」 ご主人様の胸に飛び込め!忠犬ハチステージ 上原多香子様をプロファイリングせよ!羊たちの沈黙ステージ 暗闇を突き進め!プレデターステージ 〜後半戦〜 | 上原多香子           | 9.0%   |
| 7    | 2010年11月29日 | 「小沢様の機嫌を取り戻せ!運動不足解消ツアー」 ゴルフ場で機嫌を取り戻せ! エアロビクススタジオで機嫌を取り戻せ!                                                                 | 小沢真珠             | 8.2%   |
| 8    | 2010年12月6日  | 「小沢様の機嫌を取り戻せ!運動不足解消ツアー」 犯人を捜せ!生ゴミ臭いのは誰だ! ものまねフェスティバル                                                                           | 小沢真珠             | 9.2%   |
| 9    | 2010年12月13日 | 「楽しく遊んでストレス発散したい!」 プラン1・ボウリングでストレス発散! プラン2・ボウリングでストレス発散!                                                                     | 峯岸みなみ （AKB48） | 7.8%   |
| 10   | 2010年12月20日 | 「楽しく遊んでストレス発散したい!」 峯岸さまにサプライズプレゼント!箱の中身は何だろうな? 峯岸さまを盛り上げろ!オリジナルミックス選手権                                        | 峯岸みなみ （AKB48） | 5.2%   |

当番組は2011年1月以降も続く予定だったが、深夜枠ながら毎回10%超の視聴率を記録し好調であった前番組の『ホンマでっか!?TV』と比べて平均視聴率は8%以下と下落。2010年11月29日のリニューアル後もそれ以前と視聴率は変わらず、2010年12月20日をもって番組は突然打ち切られた。

## 出演者
ツアーガイド（MC）
- 宮川大輔
- ケンドーコバヤシ
  - MCの二人はリボルバー拳銃（プロップガン）を携帯し、暴走した出演者に発砲してツッコむ。

ロッケガイド（進行役アシスタント）
- 山﨑夕貴（フジテレビアナウンサー）

出演芸人
- COWCOW
- 小島よしお
- ザ・ゴールデンゴールデン
- 加藤歩（ザブングル）
- さらば青春の光
- チャンカワイ（Wエンジン）
- ナイツ
- ハイキングウォーキング
- パンダユナイテッド
- ヒカリゴケ
- ヒデ（ペナルティ）
- もう中学生
- イーグル溝神（超新塾）
- タイガー福田（超新塾）
- アンガールズ
- 末高斗夢
- 東京ダイナマイト
- ぼれろ
- クロちゃん（安田大サーカス）
- レイザーラモンRG ※第4回ラストで無期限出禁処分、第9回から復帰
- オジンオズボーン
- 狩野英孝
- ガリガリガリクソン
- キングオブコメディ
- ダイノジ
- 流れ星
- 椿鬼奴
- Bコース
- 平成ノブシコブシ
- 野性爆弾

## ネット局
| 放送対象地域   | 放送局                  | 系列                                         | 放送曜日・時間      | ネット状況 |
| -------------- | ----------------------- | -------------------------------------------- | ------------------- | ---------- |
| 関東広域圏     | フジテレビ(CX)          | フジテレビ系列                               | 月曜 23:00 - 23:30  | 制作局     |
| 北海道         | 北海道文化放送(UHB)     | フジテレビ系列                               | 月曜 23:00 - 23:30  | 同時ネット |
| 岩手県         | 岩手めんこいテレビ(MIT) | フジテレビ系列                               | 月曜 23:00 - 23:30  | 同時ネット |
| 宮城県         | 仙台放送(OX)            | フジテレビ系列                               | 月曜 23:00 - 23:30  | 同時ネット |
| 秋田県         | 秋田テレビ(AKT)         | フジテレビ系列                               | 月曜 23:00 - 23:30  | 同時ネット |
| 山形県         | さくらんぼテレビ(SAY)   | フジテレビ系列                               | 月曜 23:00 - 23:30  | 同時ネット |
| 福島県         | 福島テレビ(FTV)         | フジテレビ系列                               | 月曜 23:00 - 23:30  | 同時ネット |
| 新潟県         | 新潟総合テレビ(NST)     | フジテレビ系列                               | 月曜 23:00 - 23:30  | 同時ネット |
| 長野県         | 長野放送(NBS)           | フジテレビ系列                               | 月曜 23:00 - 23:30  | 同時ネット |
| 静岡県         | テレビ静岡(SUT)         | フジテレビ系列                               | 月曜 23:00 - 23:30  | 同時ネット |
| 富山県         | 富山テレビ(BBT)         | フジテレビ系列                               | 月曜 23:00 - 23:30  | 同時ネット |
| 石川県         | 石川テレビ(ITC)         | フジテレビ系列                               | 月曜 23:00 - 23:30  | 同時ネット |
| 福井県         | 福井テレビ(FTB)         | フジテレビ系列                               | 月曜 23:00 - 23:30  | 同時ネット |
| 中京広域圏     | 東海テレビ(THK)         | フジテレビ系列                               | 月曜 23:00 - 23:30  | 同時ネット |
| 近畿広域圏     | 関西テレビ(KTV)         | フジテレビ系列                               | 月曜 23:00 - 23:30  | 同時ネット |
| 島根県・鳥取県 | 山陰中央テレビ(TSK)     | フジテレビ系列                               | 月曜 23:00 - 23:30  | 同時ネット |
| 岡山県・香川県 | 岡山放送(OHK)           | フジテレビ系列                               | 月曜 23:00 - 23:30  | 同時ネット |
| 広島県         | テレビ新広島(TSS)       | フジテレビ系列                               | 月曜 23:00 - 23:30  | 同時ネット |
| 愛媛県         | テレビ愛媛(EBC)         | フジテレビ系列                               | 月曜 23:00 - 23:30  | 同時ネット |
| 高知県         | 高知さんさんテレビ(KSS) | フジテレビ系列                               | 月曜 23:00 - 23:30  | 同時ネット |
| 福岡県         | テレビ西日本(TNC)       | フジテレビ系列                               | 月曜 23:00 - 23:30  | 同時ネット |
| 佐賀県         | サガテレビ(STS)         | フジテレビ系列                               | 月曜 23:00 - 23:30  | 同時ネット |
| 長崎県         | テレビ長崎(KTN)         | フジテレビ系列                               | 月曜 23:00 - 23:30  | 同時ネット |
| 熊本県         | テレビ熊本(TKU)         | フジテレビ系列                               | 月曜 23:00 - 23:30  | 同時ネット |
| 鹿児島県       | 鹿児島テレビ(KTS)       | フジテレビ系列                               | 月曜 23:00 - 23:30  | 同時ネット |
| 沖縄県         | 沖縄テレビ(OTV)         | フジテレビ系列                               | 月曜 23:00 - 23:30  | 同時ネット |
| 大分県         | テレビ大分(TOS)         | フジテレビ系列 日本テレビ系列                | 火曜 16:24 - 16:53  | 遅れネット |
| 宮崎県         | テレビ宮崎(UMK)         | フジテレビ系列 日本テレビ系列 テレビ朝日系列 | 土曜 14:00 - 14:30  | 遅れネット |
| 青森県         | 青森テレビ(ATV)         | TBS系列                                      | 月曜 23:50 - 翌0:20 | 遅れネット |

## スタッフ
- ナレーター：服部潤
- 構成：興津豪乃、オークラ、大井洋一、安部裕之、鹿谷忠弘
- ブレーン：渡辺鐘
- TP：高瀬義美
- カメラ：小出豊
- VE：宮本学
- 音声：小清水健治
- 照明：小林敦洋
- 美術制作：井上明裕
- 美術進行：内山高太郎
- 大道具：田中秀和
- 小道具：羽染香樹
- アクリル装飾：北神窓夏
- 特効：飯塚生臣
- 衣裳：珍田愉華、山田斉
- メイク：中村歩美
- 持道具：後藤綾
- 特殊装置：後藤佑介
- 編集：吉川豪
- MA：足達健太郎
- TK：星美香
- デスク：佐熊礼子
- 音響効果：高田智彰（BABY SOUND LUCK）
- CGプロデューサー：久保田幸
- CGディレクター：鈴木鉄平
- CGデザイン：後藤勝平
- 編成：佐々木渉
- 広報：片山正康
- 技術協力：ニユーテレス、フジアール、FLT、IMAGICA
- 美術協力：デジデリック
- 監修：小松伸一
- AP：内海雅
- ディレクター：渡辺恭三、小林一丈、伊藤嘉彦、麻生裕久
- 演出：加藤智章
- プロデューサー：江本薫、小野謙吾
- チーフプロデューサー：宮道治朗
- 制作：フジテレビバラエティ制作センター
- 制作著作：フジテレビ

## 関連番組
- エチカの鏡

2008年10月から2010年9月まで放送されたスタッフ上の前身番組。